# Tresor (Club)

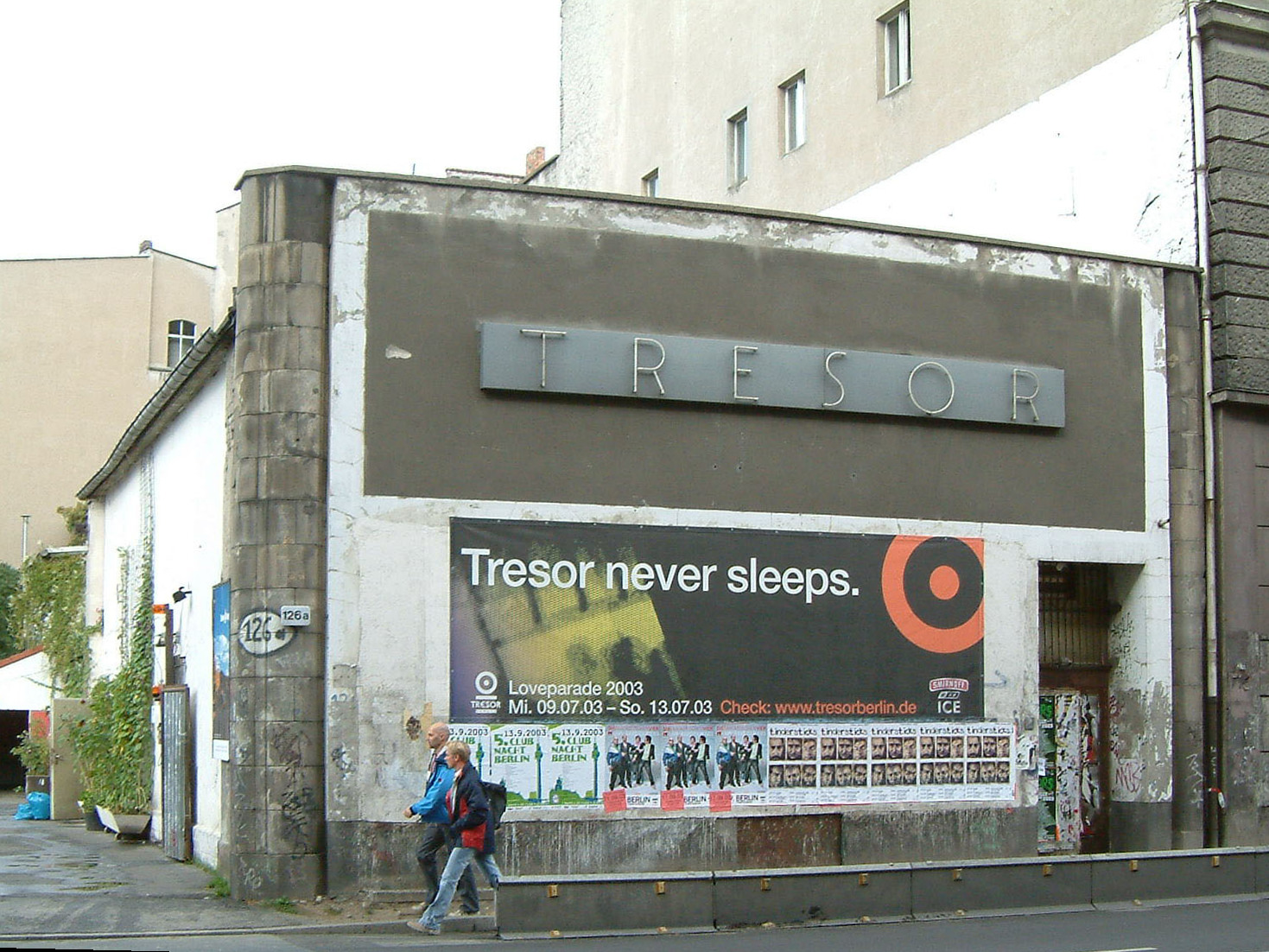
„Alter“ Tresor in der Leipziger Straße (2003)

Der Tresor in Berlin zählt zu den bekanntesten Techno-Clubs der Welt. Seit der Eröffnung im Jahr 1991, zunächst in der Leipziger Straße 126a in Berlin, von 2007 an im stillgelegten südlichen Trakt des Heizkraftwerk Berlin-Mitte, haben im Tresor zahlreiche DJs aufgelegt und zum Teil ihre Karriere hier begonnen. Mit seinen Veranstaltungen und dem hauseigenen Plattenlabel Tresor Records hatte der Club Einfluss auf die Entwicklung der Techno-Szene in Deutschland und Europa.

## Geschichte

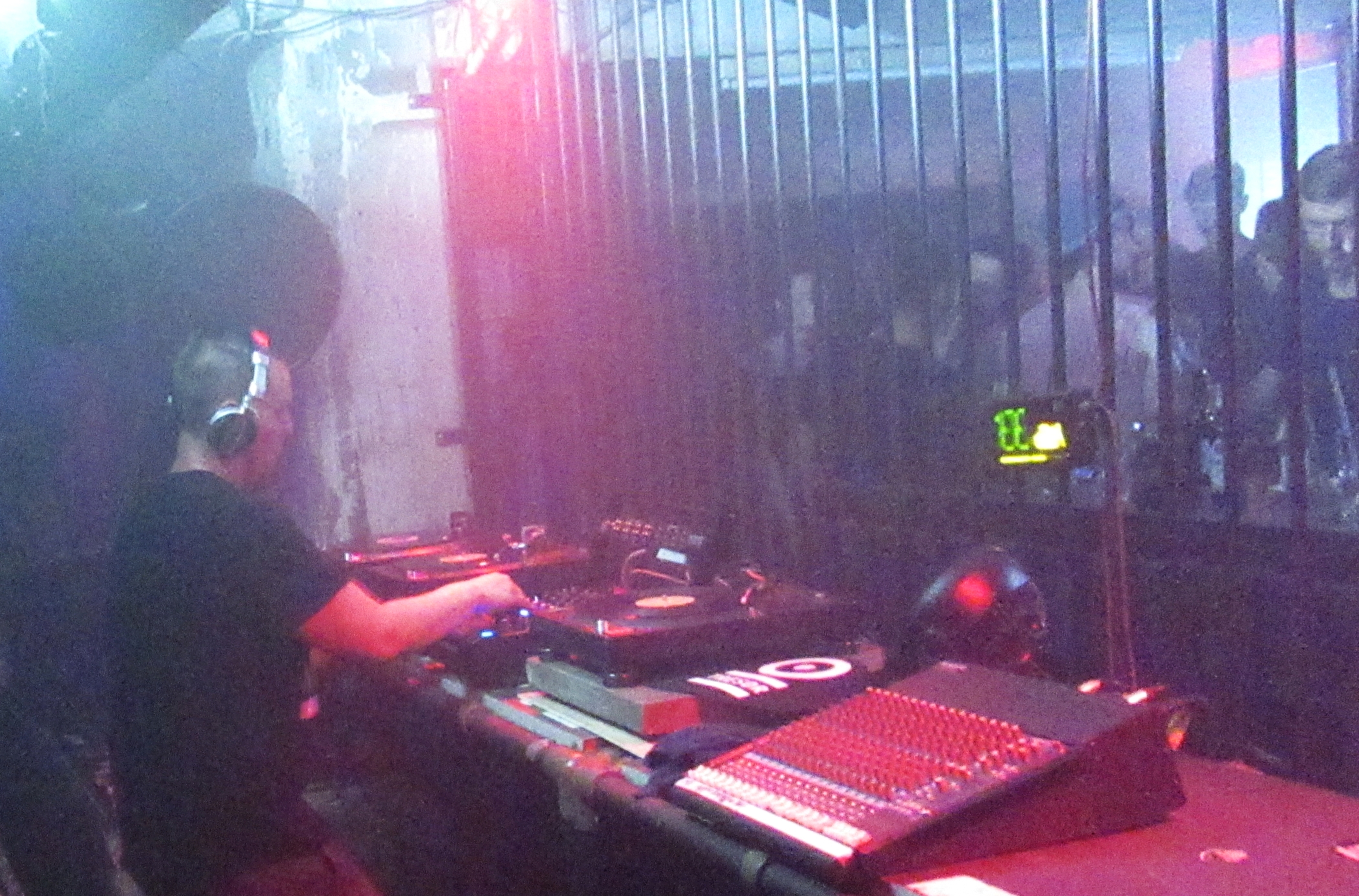
DJ-Booth des Tresor während einer Detroit-Techno-Party, August 2015

Anfang 1991 entdeckte Achim Kohlberger, einer der Chefs des West-Berliner Acidhouse-Clubs Ufo, zusammen mit einem Veranstalter der Tekknozid-Partys auf der Suche nach einer geeigneten Location für einen Techno-Club den 1926 erbauten Tresorraum des ehemaligen Wertheim-Kaufhauses in unmittelbarer Nachbarschaft zum Leipziger Platz, gelegen in der Leipziger Straße 126. Der Tresor-Club eröffnete drei Monate später im März 1991 als erster Techno-Club Berlins. Seine rustikale, dekorationsfreie Einrichtung in den ehemaligen Tresorräumen im Untergeschoss des damaligen Kaufhauses an der Leipziger Straße, welche zu DDR-Zeiten jahrzehntelang leergestanden hatten, mit hunderten von aufgebrochenen Schließfächern sowie die harte, maschinelle Musik, fanden großen Anklang in Berlin und ganz Deutschland. Der Tresor erlangte in kurzer Zeit internationale Bekanntheit und wurde zum Inbegriff eines typischen Techno-Clubs.
Während der Love Parade fand die Veranstaltung „Tresor-Park“ mit dem Frankfurter DJ Sven Väth statt. Im September 1991 wurde das gleichnamige Plattenlabel Tresor Records von Dimitri Hegemann ins Leben gerufen.
Die wichtigsten Resident DJs waren unter anderem Tanith, Jonzon, Rok, Roland 138 BPM, Terrible, DJ Clé, Mitja Prinz, Surgeon, Wolle XDP, Dash, Dry, Dafyr, DJ Crime, Wimpy, Zky und Djoker Daan. Der Tresor wurde zur Plattform für die internationale Techno-Bewegung. Besonders oft spielten DJs und Live Acts aus Detroit wie Jeff Mills, Juan Atkins, Blake Baxter, Robert Hood, Kevin Saunderson, DJ Rolando und Kenny Larkin im Tresor. Dadurch entwickelte sich im unteren Stockwerk, dem eigentlichen Tresor (auch Die Kammer), der typische Tresorsound mit sehr starken Einflüssen des Detroit Techno. Auch andere internationale Acts trugen zum prägenden Sound bei. Hierzu gehörten insbesondere Cristian Vogel, Joey Beltram, Neil Landstrumm und Dave Tarrida.
Mitte der 1990er Jahre existierten Pläne, in Werl einen Tresor West aufzubauen, was jedoch seitens der Kommunalpolitik aufgrund von Bürgerprotesten verhindert wurde. Diese Pläne wurden dann im November 2019 am Dortmunder Phoenixplatz realisiert.
Wiederholt kursierten Gerüchte um eine bevorstehende Schließung des Tresor-Clubs. Das Gelände in der Nähe des Potsdamer Platzes war zu DDR-Zeiten in Mauernähe geräumt worden, wurde aber nach der Wende wieder für eine Bebauung attraktiv. So bekamen die Club-Betreiber von Anfang an nur sehr kurzfristige Verträge. Die letzte Party im alten Tresor fand am 16. April 2005 statt. Die anfängliche Idee der Betreiber, den gesamten Tresorraum an eine andere Stelle verschieben zu lassen und dort wiederzueröffnen, wurde nicht verwirklicht. Der Abriss des Tresors mit dem restlichen Gebäude des Wertheim-Kaufhauses erfolgte Ende Mai 2005. Anschließend entstand auf dem Gelände ein Bürogebäude.
Von Juli 2005 an fanden Tresor-Partys unter dem Motto „Tresor im Exil“ in den Räumlichkeiten der Maria am Ostbahnhof oder im SO36 statt.
Am 25. Mai 2007 eröffnete der Club seine neuen Räume im stillgelegten südlichen Trakt des Heizkraftwerks Berlin-Mitte in der Köpenicker Straße. Seitdem finden montags, mittwochs, donnerstags, freitags und samstags Veranstaltungen statt. Ein Teil der originalen Schließfächer aus dem alten Wertheim-Kaufhaus wurde in die neuen Räume mitgenommen und in deren unteren Veranstaltungsraum eingebaut, wodurch die Erinnerung an den alten Club erhalten werden soll. Das Filmporträt Joschka und Herr Fischer wurde teilweise in den Räumlichkeiten aufgenommen.
Seit 2017 finden im Tresor regelmäßig die Partys des queeren Kollektivs Herrensauna statt, die den Club mit einem jüngeren, queeren Publikum neu aufleben lässt.

## Aufbau des Clubs in der Leipziger Straße

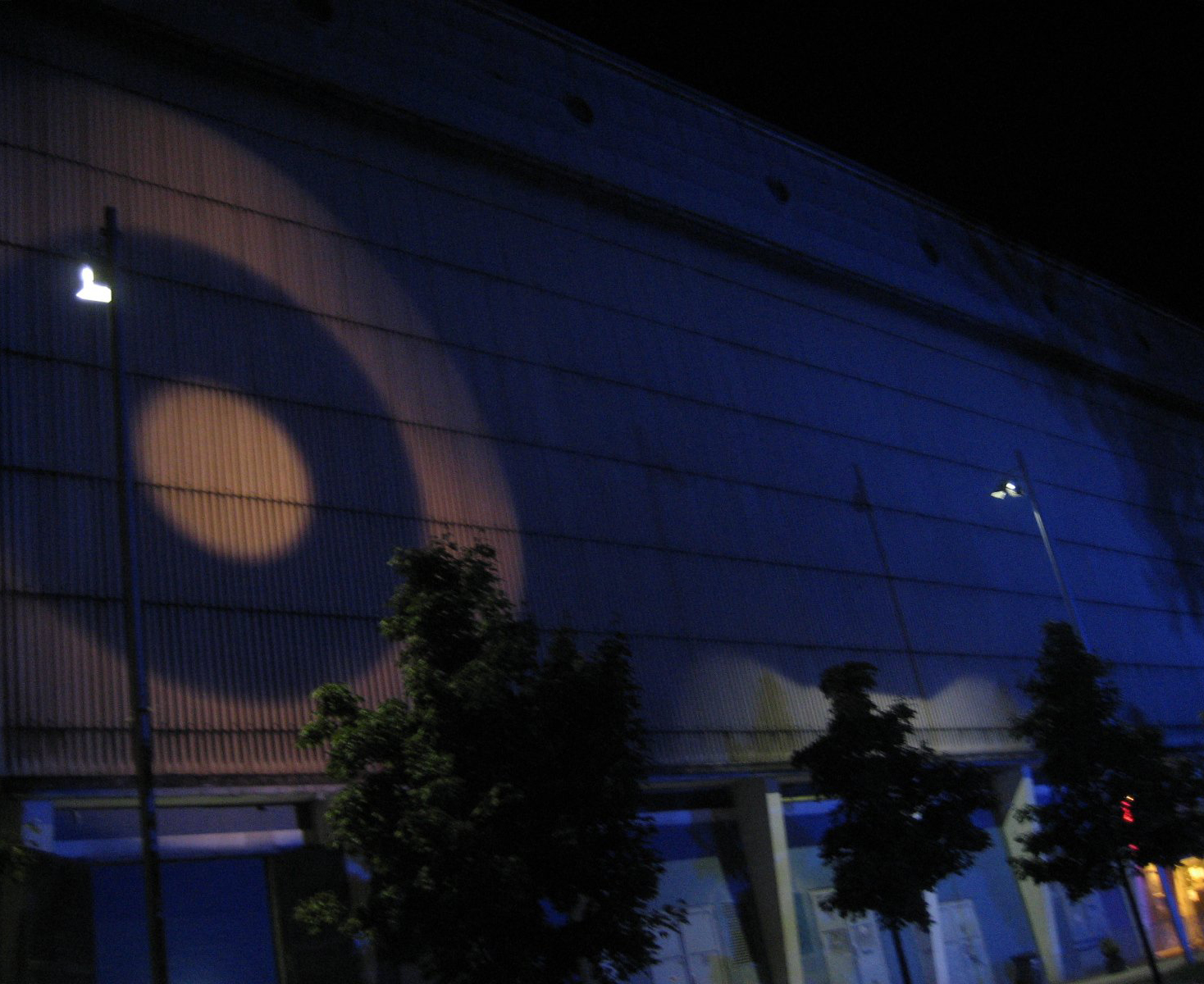
Neuer Standort in der Köpenicker Straße (2008)

Der Club hatte mehrere Räume. Im Erdgeschoss befand sich ein großer länglicher Floor, genannt Globus. Dort wurde meist houseorientierte Musik gespielt. Die Lichtinstallation wirkte warm und diskotypisch. Im Erdgeschoss befanden sich außerdem die Aurora Bar, ein kleinerer Raum mit eigener Bar, es spielten dort ebenfalls DJs, die den Raum und die Toiletten beschallten. Kunstausstellungen fanden im Erdgeschoss besonders in der Anfangszeit des Clubs statt. Auf der gleichen Ebene war Aurora Bar, die gelegentlich bei größeren Veranstaltungen geöffnet war.
Das untere Stockwerk war vom Globus ausgehend über eine Treppe erreichbar. Unten befand sich ein Gewölbekeller, in dem sich ein langgezogener Raum mit einer langen Theke befand. In den Wänden auf beiden Seiten befanden sich die alten Schließfächer des Kaufhauses Wertheim. Von der Treppe aus nach rechts endete das Gewölbe im eigentlichen Tresorraum, der von der Bar durch eine Stahlgittertür abgetrennt war. Der Musikstil war dort von Detroit Techno beeinflusst. Gelegentlich fanden dort Gabberveranstaltungen statt. Die Lichtinstallation im Tresorraum war auf Stroboskope und ein Orangefarbenes Warnlicht reduziert. Dazu wurde Nebel eingesetzt.
Entgegengesetzt vom Tresorraum endete die Bar an einer weiteren Treppe, die nach draußen führte. Dort befand sich der Tuna Garden, ein Garten mit Bepflanzung, Bäumen und Sitzmöglichkeiten. Der Bereich war beleuchtet und wurde im Sommer als Chill-Out-Zone oder als ein weiterer Ort für Musik von DJs oder Live Acts genutzt. Der Tuna Garden war außerdem über das Erdgeschoss erreichbar. Im Winter waren der Garten und die Treppe geschlossen.
Mitte 2001 wurde der Globus vergrößert und umgebaut. Es wurden auch Videoinstallationen hinzugefügt. Bekannte Dekorationen waren u. a. die übergroße Plasmalampe im Eingang des Globus, die alten kerkerartigen Gittertüren und aufgebrochenen Schließfächer unten im Tresorraum sowie die Holzbühne im Globus, worauf entweder Live Acts spielten oder getanzt wurde.

## Medien

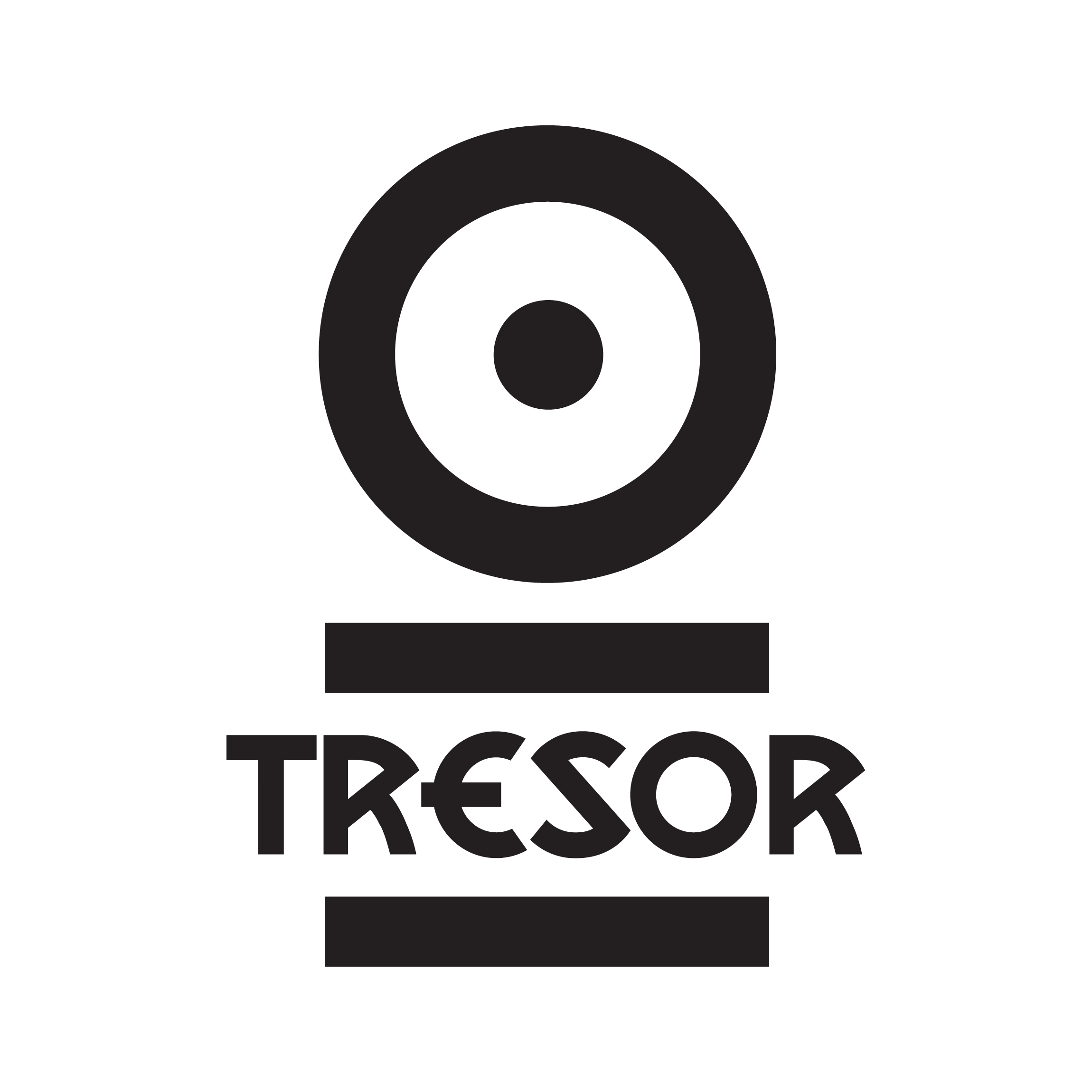
Tresor logo

Im Jahr 2004 erschien von Mike Andrawis die Dokumentation „The Vault And The Electronic Frontier“ über die Geschichte des Tresors. Die Premiere fand am 16. April 2005 während des Filmfestivals Achtung Berlin! statt.
Ebenfalls im Rahmen dieses Filmfestivals wurde am 17. April 2009 die Dokumentation Sub Berlin – Underground United im Kino Babylon uraufgeführt. Die Dokumentation wurde auf dem Portobello Filmfestival in London nach der Welturaufführung als Bester Musikfilm ausgezeichnet. Der Film von Tilmann Künzel erzählt sowohl die Geschichte des Tresors, als auch den Übergang des Technos aus dem Underground in die Öffentlichkeit. Gezeigt werden Originalaufnahmen aus dem Club sowie Interviews mit DJs, dem Team um Dimitri Hegemann sowie Patrick Reich, dem Geschäftsführer des Unternehmens, das das Gelände zur Errichtung eines Bürogebäudes erwarb.
In dem Dokumentarfilm und gleichnamigen Buch Wir werden immer weitergehen von George Lindt wird die Geschichte des Tresors und der Lebensweg des Kulturmanagers und Gründers Dimitri Hegemann erzählt. Im Buch zum Dokumentarfilm finden sich bisher unveröffentlichte Photos aus den Gründungszeit des Clubs sowie den diversen Vorläufern.
Im Internet finden sich zudem auf diversen Videoplattformen und in Foren viele mitgeschnittene Videos und DJ-Sets im MP3-Format, darunter eine Reportage von einem japanischen TV-Sender über die Schließung im Jahr 2005.
2015 wurde der Tresor neben dem Berghain und dem Watergate als einer von drei Berliner Clubs in der weltweiten DJ Magazine Top 100 aufgeführt und landete auf Platz 87 (2020: Platz 53).

## Mitgliedschaften
Tresor Berlin ist Mitglied der Clubcommission Berlin e. V.
Der Club beteiligte sich an der Aktion „United We Stream“ der Berliner Clubszene, die durch die Maßnahmen gegen COVID-19 massive Einbußen hinnehmen mussten.

## Kulturhistorische Bedeutung

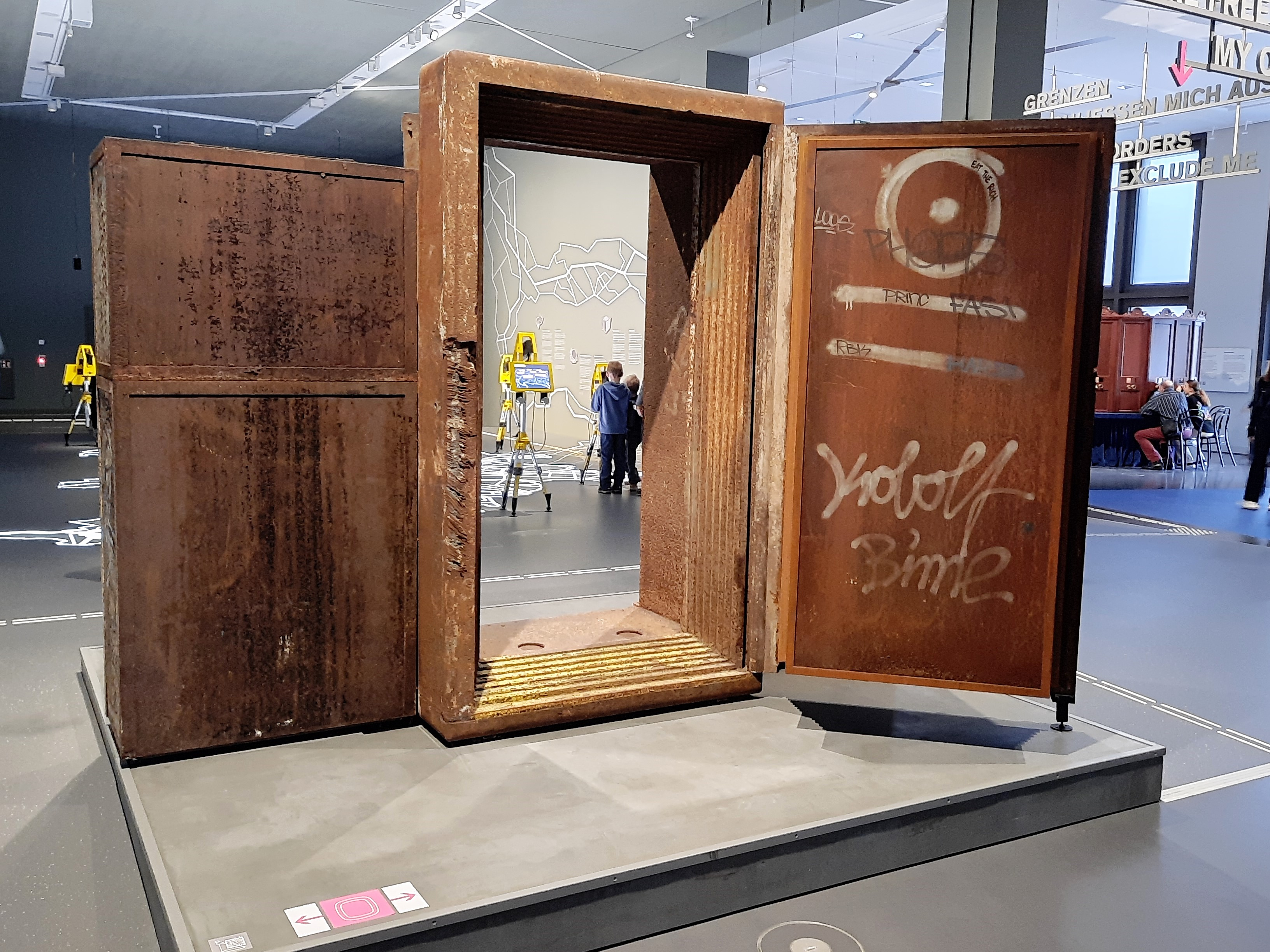
Tresor-Türe im Humboldt Forum

Der Tresor in seiner ursprünglichen Location in der Leipziger Straße gilt als Sinnbild für die im Kontext der Nachwendezeit in Berlin entstandene Technokultur. Die Stahltüre die charakteristischen Schließfächer zu den ehemaligen Tresorräumen des Gebäudes, wurde 2019 als Leihgabe-Exponat in das Humboldt Forum verbracht.